# Dicranomyia (Dicranomyia) schindleri
Dicranomyia (Dicranomyia) schindleri is een tweevleugelige uit de familie steltmuggen (Limoniidae). De soort komt voor in het Neotropisch gebied.